# 일둘브 막 카우산틴
일둘브 막 카우산틴(중세 아일랜드어: Ildulb mac Causantín, ? - 962년) 침략왕(중세 아일랜드어: An Ionsaighthigh, 영어: the Aggressor)은 중세 스코틀랜드의 왕이다. 954년에서 962년 사이에 재위했다. 카우산틴 2세의 아들이다. 어머니는 베르니시아 백작 애드울프 2세의 딸로 보인다. "일둘브"라는 이름은 노르드어 이름 "힐둘프(고대 노르드어: Hildulfr)" 또는 앵글로색슨어 이름 "애드울프(고대 영어: Eadwulf)"의 고중세 게일어 형태이다. 이 이름은 스코틀랜드를 비롯한 게일 문화권에서 흔하게 사용된 적이 없으며, 현대 게일어 형태로는 아예 존재하지 않는다.
포르둔의 존 등은 940년대에 어스트라드클리드가 알바 왕국에 복속된 것으로 이해하고 일둘브가 알바 왕위에 즉위하기 전 어스트라드클리드 국왕을 지냈다고 기록했다. 그러나 이것은 현재 받아들여지지 않는다.
알바 열왕 연대기에서는 일둘브의 치세 때 "오피둠 에덴(oppidum Eden, 대개 오늘날의 에든버러로 여겨짐)"가 스코틀랜드로 넘어갔다고 기록한다. 이는 로디언 일대가 일둘브의 치세 때 스코틀랜드 땅으로 넘어갔음을 시사한다. 다만 로디언 정복은 한 번에 이루어진 것이 아니고 일련의 과정을 통한 것으로 보이며, 일둘브가 즉위하기 한참 전부터 이미 에든버러 남쪽과 동쪽이 알바와 베르니시아의 국경이었다.
스코티 연대기에 따르면 일둘브는 962년 죽었다. 알바 열왕 연대기에서는 그가 모레이의 컬렌에서 바이킹과 싸우다 죽었다고 한다(바우즈 전투). 그러나 베르한의 예언시에서는 일둘브가 부왕 카우산틴이 죽었던 수도원에서 자연사했다고 기록한다.
일둘브가 죽은 뒤 왕위는 사촌 두브 막 말 콜룸이 계승했다. 일둘브의 아들 킬렌 막 일둘브와 아믈리브 막 일둘브는 두브의 다음 왕을 지냈다. 셋째아들 오하드는 971년 어스트라드클리드인들에게 형 킬렌과 함께 살해되었다.

## 참고 문헌
- Anderson, Alan Orr, Early Sources of Scottish History AD 500–1286, volume 1. Reprinted with corrections. Paul Watkins, Stamford, 1990. ISBN 1-871615-03-8
- Duncan, A.A.M., The Kingship of the Scots 842–1292: Succession and Independence. Edinburgh University Press, Edinburgh, 2002. ISBN 0-7486-1626-8
- Smyth, Alfred P. Warlords and Holy Men: Scotland AD 80-1000. Reprinted, Edinburgh: Edinburgh UP, 1998. ISBN 0-7486-0100-7
- Walker, Ian W., Lords of Alba: The Making of Scotland. Sutton, Stroud, 2006. ISBN 0-7509-3492-1

| 전임 말 콜룸 1세 막 돔날 | 알바의 왕 954년–962년 | 후임 두브 막 말 콜룸 |